# Persone più longeve

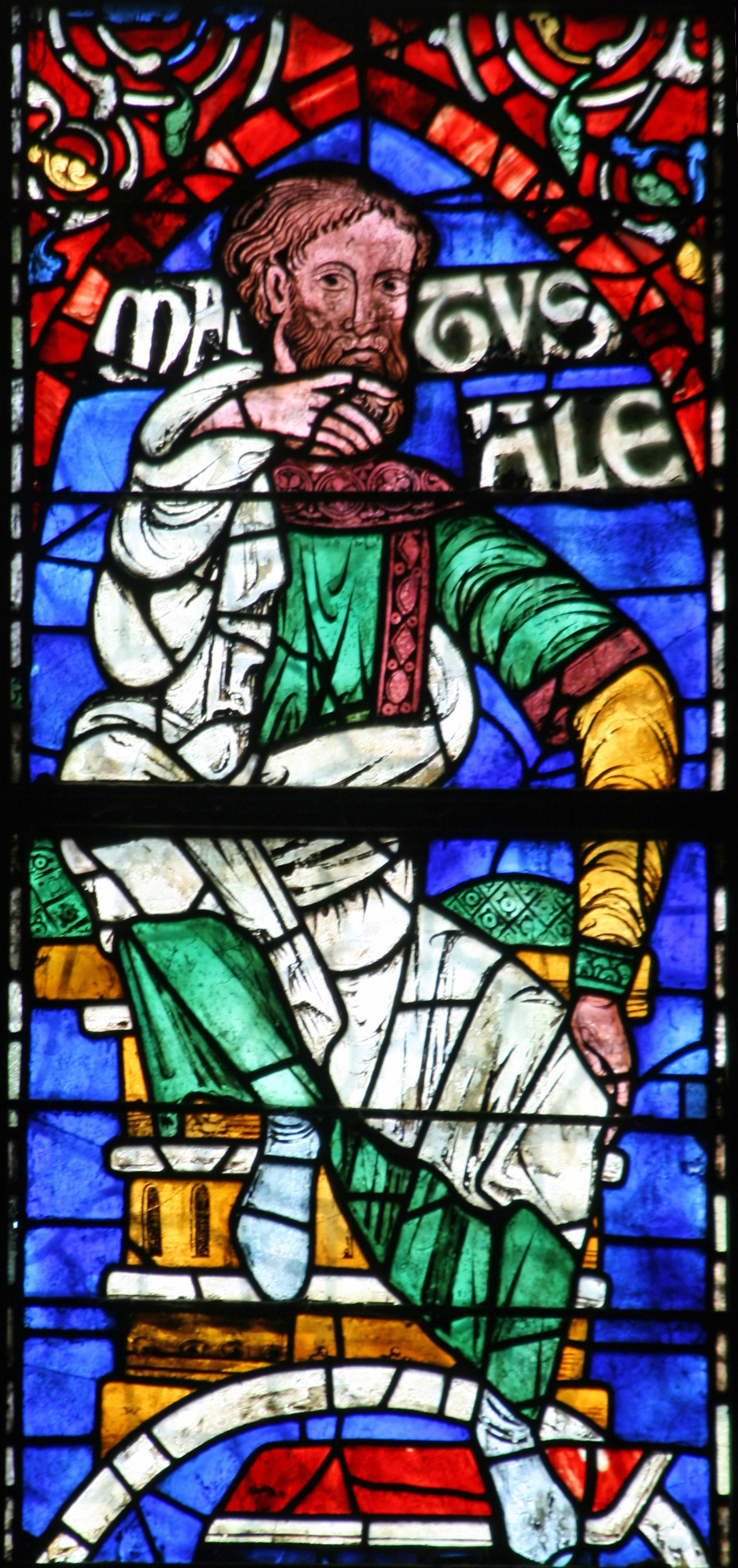
Matusalemme, l'uomo più longevo citato nella Bibbia, viene comunemente accostato per antonomasia a qualsiasi essere umano che raggiunga un'età estremamente avanzata.

Questa voce raccoglie una lista delle persone più longeve di sempre, di cui si abbia notizia certa, cioè la cui documentazione anagrafica è stata oggetto di verifiche da parte del Gerontology Research Group, fonte delle informazioni riportate dal Guinness dei primati.
L'attuale decana dell'umanità, ovvero la persona vivente più longeva del mondo, è la britannica Ethel Caterham, nata il 21 agosto 1909, che ha 115 anni e 364 giorni. 
La lista delle persone viventi si basa sull'elenco presente nel sito del Gerontology Research Group alla data in cui è stato consultato, ma la loro età è aggiornata al giorno attuale sulla presunzione che siano effettivamente ancora in vita. Alla notizia del decesso di una di esse, il dato verrà aggiornato in base alla data di morte.
La persona più longeva di cui si abbia notizia certa è stata la donna francese Jeanne Calment (1875-1997, 122 anni e 164 giorni). L'uomo più longevo di sempre è stato il giapponese Jirōemon Kimura (1897-2013, 116 anni e 54 giorni). Poiché il 1900 non è stato un anno bisestile, nell'esistenza di Jeanne Calment si sono succeduti 30 anni bisestili, arrivando così a 44 724 la durata della sua vita espressa in giorni, mentre nell'esistenza di Jirōemon Kimura si sono succeduti 28 anni bisestili, arrivando così a una durata totale della sua vita di 42 422 giorni.

## Persone più longeve di sempre
Deceduti
  Viventi

| N.  | Nome                                             | Sesso | Data di nascita   | Data di morte     | Età                   | Paese       |
| --- | ------------------------------------------------ | ----- | ----------------- | ----------------- | --------------------- | ----------- |
| 1   | Jeanne Calment                                   | F     | 21 febbraio 1875  | 4 agosto 1997     | 122 anni e 164 giorni | Francia     |
| 2   | Kane Tanaka (田中 カ子?)                         | F     | 2 gennaio 1903    | 19 aprile 2022    | 119 anni e 107 giorni | Giappone    |
| 3   | Sarah Knauss                                     | F     | 24 settembre 1880 | 30 dicembre 1999  | 119 anni e 97 giorni  | Stati Uniti |
| 4   | Lucile Randon                                    | F     | 11 febbraio 1904  | 17 gennaio 2023   | 118 anni e 340 giorni | Francia     |
| 5   | Nabi Tajima (田島 ナビ?)                         | F     | 4 agosto 1900     | 21 aprile 2018    | 117 anni e 260 giorni | Giappone    |
| 6   | Marie-Louise Meilleur                            | F     | 29 agosto 1880    | 16 aprile 1998    | 117 anni e 230 giorni | Canada      |
| 7   | Violet Brown                                     | F     | 10 marzo 1900     | 15 settembre 2017 | 117 anni e 189 giorni | Giamaica    |
| 8   | Maria Branyas                                    | F     | 4 marzo 1907      | 19 agosto 2024    | 117 anni e 168 giorni | Spagna      |
| 9   | Emma Morano                                      | F     | 29 novembre 1899  | 15 aprile 2017    | 117 anni e 137 giorni | Italia      |
| 10  | Chiyo Miyako (都 千代?)                          | F     | 2 maggio 1901     | 22 luglio 2018    | 117 anni e 81 giorni  | Giappone    |
| 11  | Delphia Welford                                  | F     | 9 settembre 1875  | 14 novembre 1992  | 117 anni e 66 giorni  | Stati Uniti |
| 12  | Misao Okawa (大川 ミサヲ?)                       | F     | 5 marzo 1898      | 1º aprile 2015    | 117 anni e 27 giorni  | Giappone    |
| 13  | Francisca Celsa dos Santos                       | F     | 21 ottobre 1904   | 5 ottobre 2021    | 116 anni e 349 giorni | Brasile     |
| 14  | María Capovilla                                  | F     | 14 settembre 1889 | 27 agosto 2006    | 116 anni e 347 giorni | Ecuador     |
| 15  | Inah Canabarro Lucas                             | F     | 8 giugno 1908     | 30 aprile 2025    | 116 anni e 326 giorni | Brasile     |
| 16  | Susannah Mushatt Jones                           | F     | 6 luglio 1899     | 12 maggio 2016    | 116 anni e 311 giorni | Stati Uniti |
| 17  | Gertrude Weaver                                  | F     | 4 luglio 1898     | 6 aprile 2015     | 116 anni e 276 giorni | Stati Uniti |
| 18  | Julia Maria Francisca Simão                      | F     | 9 gennaio 1901    | 8 ottobre 2017    | 116 anni e 272 giorni | Brasile     |
| 19  | Fusa Tatsumi (巽 フサ?)                          | F     | 25 aprile 1907    | 12 dicembre 2023  | 116 anni e 231 giorni | Giappone    |
| 20  | Antônia da Santa Cruz                            | F     | 13 giugno 1905    | 23 gennaio 2022   | 116 anni e 224 giorni | Brasile     |
| 21  | Tomiko Itooka (糸岡富子?)                        | F     | 23 maggio 1908    | 29 dicembre 2024  | 116 anni e 220 giorni | Giappone    |
| 22  | Tane Ikai (猪飼 たね?)                           | F     | 18 gennaio 1879   | 12 luglio 1995    | 116 anni e 175 giorni | Giappone    |
| 23  | Jeanne Bot                                       | F     | 14 gennaio 1905   | 22 maggio 2021    | 116 anni e 128 giorni | Francia     |
| 24  | Elizabeth Bolden                                 | F     | 15 agosto 1890    | 11 dicembre 2006  | 116 anni e 118 giorni | Stati Uniti |
| 25  | Besse Cooper                                     | F     | 26 agosto 1896    | 4 dicembre 2012   | 116 anni e 100 giorni | Stati Uniti |
| 26  | Maria Giuseppa Robucci                           | F     | 20 marzo 1903     | 18 giugno 2019    | 116 anni e 90 giorni  | Italia      |
| 27  | Tekla Juniewicz                                  | F     | 10 giugno 1906    | 19 agosto 2022    | 116 anni e 70 giorni  | Polonia     |
| 28  | Jirōemon Kimura (木村 次郎右衛門?)               | M     | 19 aprile 1897    | 12 giugno 2013    | 116 anni e 54 giorni  | Giappone    |
| 29  | Ana María Vela Rubio                             | F     | 29 ottobre 1901   | 15 dicembre 2017  | 116 anni e 47 giorni  | Spagna      |
| 30  | Giuseppina Projetto                              | F     | 30 maggio 1902    | 6 luglio 2018     | 116 anni e 37 giorni  | Italia      |
| 31  | Easter Wiggins                                   | F     | 1º giugno 1874    | 7 luglio 1990     | 116 anni e 36 giorni  | Stati Uniti |
| 32  | Jeralean Talley                                  | F     | 23 maggio 1899    | 17 giugno 2015    | 116 anni e 25 giorni  | Stati Uniti |
| 33  | Edie Ceccarelli                                  | F     | 5 febbraio 1908   | 22 febbraio 2024  | 116 anni e 17 giorni  | Stati Uniti |
| 34  | Ethel Caterham                                   | F     | 21 agosto 1909    | vivente           | 115 anni e 364 giorni | Regno Unito |
| 35  | Ella Miller                                      | F     | 6 dicembre 1884   | 21 novembre 2000  | 115 anni e 351 giorni | Stati Uniti |
| 36  | Shigeyo Nakachi (中地シゲヨ?)                    | F     | 1º febbraio 1905  | 11 gennaio 2021   | 115 anni e 345 giorni | Giappone    |
| 37  | Maggie Barnes                                    | F     | 6 marzo 1882      | 19 gennaio 1998   | 115 anni e 319 giorni | Stati Uniti |
| 38  | Dina Manfredini                                  | F     | 4 aprile 1897     | 17 dicembre 2012  | 115 anni e 257 giorni | Stati Uniti |
| 39  | Shimoe Akiyama (秋山 シモエ?)                    | F     | 19 maggio 1903    | 29 gennaio 2019   | 115 anni e 255 giorni | Giappone    |
| 40  | Christian Mortensen                              | M     | 16 agosto 1882    | 25 aprile 1998    | 115 anni e 252 giorni | Stati Uniti |
| 41  | Hester Ford                                      | F     | 15 agosto 1905    | 17 aprile 2021    | 115 anni e 245 giorni | Stati Uniti |
| 42  | Okagi Hayashi (林おかぎ?)                        | F     | 2 settembre 1909  | 26 aprile 2025    | 115 anni e 236 giorni | Giappone    |
| 43  | Charlotte Hughes                                 | F     | 1º agosto 1877    | 17 marzo 1993     | 115 anni e 228 giorni | Regno Unito |
| 44  | Edna Parker                                      | F     | 20 aprile 1893    | 26 novembre 2008  | 115 anni e 220 giorni | Stati Uniti |
| 45  | Mary Ann Rhodes                                  | F     | 12 agosto 1882    | 3 marzo 1998      | 115 anni e 203 giorni | Canada      |
| 46  | Harumi Nakamura (中村はるみ?) (Anonima di Tokyo) | F     | 15 marzo 1900     | 27 settembre 2015 | 115 anni e 196 giorni | Giappone    |
| 47  | Margaret Skeete                                  | F     | 27 ottobre 1878   | 7 maggio 1994     | 115 anni e 192 giorni | Stati Uniti |
| 48  | Magdalena Oliver Gabarro                         | F     | 31 ottobre 1903   | 1º maggio 2019    | 115 anni e 182 giorni | Spagna      |
| 49  | Bernice Madigan                                  | F     | 24 luglio 1899    | 3 gennaio 2015    | 115 anni e 163 giorni | Stati Uniti |
| 50  | Gertrude Baines                                  | F     | 6 aprile 1894     | 11 settembre 2009 | 115 anni e 158 giorni | Stati Uniti |
| 51  | Emiliano Mercado del Toro                        | M     | 21 agosto 1891    | 24 gennaio 2007   | 115 anni e 156 giorni | Porto Rico  |
| 52  | Bettie Wilson                                    | F     | 13 settembre 1890 | 13 febbraio 2006  | 115 anni e 153 giorni | Stati Uniti |
| 53  | Shin Matsushita (松下 しん?)                     | F     | 30 marzo 1904     | 27 agosto 2019    | 115 anni e 150 giorni | Giappone    |
| 54  | Iris Westman                                     | F     | 28 agosto 1905    | 3 gennaio 2021    | 115 anni e 128 giorni | Stati Uniti |
| 55  | Julie Winnefred Bertrand                         | F     | 16 settembre 1891 | 18 gennaio 2007   | 115 anni e 124 giorni | Canada      |
| 56  | Maria de Jesus                                   | F     | 10 settembre 1893 | 2 gennaio 2009    | 115 anni e 114 giorni | Portogallo  |
| 57  | Marie-Josephine Gaudette                         | F     | 25 marzo 1902     | 13 luglio 2017    | 115 anni e 110 giorni | Italia      |
| 58  | Susan Gibson                                     | F     | 31 ottobre 1890   | 16 febbraio 2006  | 115 anni e 108 giorni | Stati Uniti |
| 58  | Thelma Sutcliffe                                 | F     | 1º ottobre 1906   | 17 gennaio 2022   | 115 anni e 108 giorni | Stati Uniti |
| 60  | Edna Kern                                        | F     | 14 ottobre 1900   | 20 gennaio 2016   | 115 anni e 98 giorni  | Stati Uniti |
| 61  | Marie-Rose Tessier                               | F     | 21 maggio 1910    | vivente           | 115 anni e 91 giorni  | Francia     |
| 62  | Elizabeth Francis                                | F     | 25 luglio 1909    | 22 ottobre 2024   | 115 anni e 89 giorni  | Stati Uniti |
| 63  | Casilda Benegas Gallego                          | F     | 8 aprile 1907     | 28 giugno 2022    | 115 anni e 81 giorni  | Argentina   |
| 64  | Augusta Holtz                                    | F     | 3 agosto 1871     | 21 ottobre 1986   | 115 anni e 79 giorni  | Stati Uniti |
| 65  | Guillermina Acosta Bilbao                        | F     | 27 novembre 1901  | 13 febbraio 2017  | 115 anni e 78 giorni  | Panama      |
| 66  | Valentine Ligny                                  | F     | 22 ottobre 1906   | 4 gennaio 2022    | 115 anni e 74 giorni  | Francia     |
| 67  | Hendrikje van Andel-Schipper                     | F     | 29 giugno 1890    | 30 agosto 2005    | 115 anni e 62 giorni  | Paesi Bassi |
| 68  | Bessie Hendricks                                 | F     | 7 novembre 1907   | 3 gennaio 2023    | 115 anni e 57 giorni  | Stati Uniti |
| 69  | Mina Kitagawa (北 川 み な?)                     | F     | 3 novembre 1905   | 19 dicembre 2020  | 115 anni e 46 giorni  | Giappone    |
| 70  | Marie Brémont                                    | F     | 25 aprile 1886    | 6 giugno 2001     | 115 anni e 42 giorni  | Francia     |
| 71  | Yoshi Otsunari (乙成ヨシ?)                       | F     | 17 dicembre 1906  | 26 gennaio 2022   | 115 anni e 40 giorni  | Giappone    |
| 72  | Katie Hatton                                     | F     | 18 dicembre 1876  | 24 gennaio 1992   | 115 anni e 37 giorni  | Stati Uniti |
| 73  | Maude Farris-Luse                                | F     | 21 febbraio 1887  | 18 marzo 2002     | 115 anni e 25 giorni  | Stati Uniti |
| 74  | Koto Ōkubo (大久保 琴?)                          | F     | 24 dicembre 1897  | 12 gennaio 2013   | 115 anni e 19 giorni  | Giappone    |
| 75  | Antonia Gerena Rivera                            | F     | 19 maggio 1900    | 2 giugno 2015     | 115 anni e 14 giorni  | Stati Uniti |
| 76  | Chiyono Hasegawa (長谷川 チヨノ?)                | F     | 20 novembre 1896  | 2 dicembre 2011   | 115 anni e 12 giorni  | Giappone    |
| 77  | Annie Jennings                                   | F     | 12 novembre 1884  | 20 novembre 1999  | 115 anni e 8 giorni   | Regno Unito |
| 78  | Anonima di Hyogo                                 | F     | 29 aprile 1907    | 30 aprile 2022    | 115 anni e 1 giorno   | Giappone    |
| 79  | Eva Morris                                       | F     | 8 novembre 1885   | 2 novembre 2000   | 114 anni e 360 giorni | Regno Unito |
| 80  | Kama Chinen (知念 カマ?)                         | F     | 10 maggio 1895    | 2 maggio 2010     | 114 anni e 357 giorni | Giappone    |
| 81  | Mary Electa Bidwell                              | F     | 9 maggio 1881     | 25 aprile 1996    | 114 anni e 352 giorni | Stati Uniti |
| 82  | Sofía Rojas                                      | F     | 13 agosto 1907    | 30 luglio 2022    | 114 anni e 351 giorni | Colombia    |
| 83  | Maria Gomes Valentim                             | F     | 9 luglio 1896     | 21 giugno 2011    | 114 anni e 347 giorni | Brasile     |
| 84  | Hazel Plummer                                    | F     | 19 giugno 1908    | 25 maggio 2023    | 114 anni e 340 giorni | Stati Uniti |
| 85  | Ophelia Burks                                    | F     | 25 ottobre 1903   | 27 settembre 2018 | 114 anni e 337 giorni | Stati Uniti |
| 86  | Naomi Whitehead                                  | F     | 26 settembre 1910 | vivente           | 114 anni e 328 giorni | Stati Uniti |
| 87  | Eliza Underwood                                  | F     | 15 marzo 1866     | 27 gennaio 1981   | 114 anni e 318 giorni | Stati Uniti |
| 88  | Juan Vicente Pérez Mora                          | M     | 27 maggio 1909    | 2 aprile 2024     | 114 anni e 311 giorni | Venezuela   |
| 88  | Izabel Rosa Pereira                              | F     | 13 ottobre 1910   | vivente           | 114 anni e 311 giorni | Brasile     |
| 90  | Kahoru Furuya (古屋かほる?)                      | F     | 18 febbraio 1908  | 25 dicembre 2022  | 114 anni e 310 giorni | Giappone    |
| 91  | Mary Josephine Ray                               | F     | 17 maggio 1895    | 7 marzo 2010      | 114 anni e 294 giorni | Stati Uniti |
| 92  | Goldie Steinberg                                 | F     | 30 ottobre 1900   | 16 agosto 2015    | 114 anni e 290 giorni | Stati Uniti |
| 93  | Kiyoko Ishiguro (石黒 喜代子?)                   | F     | 4 marzo 1901      | 5 dicembre 2015   | 114 anni e 276 giorni | Giappone    |
| 94  | Maria do Couto Lopes                             | F     | 24 ottobre 1890   | 25 luglio 2005    | 114 anni e 274 giorni | Portogallo  |
| 94  | Eudoxie Baboul                                   | F     | 1º ottobre 1901   | 1º luglio 2016    | 114 anni e 274 giorni | Francia     |
| 96  | Ramona Trinidad Iglesias Jordan de Soler         | F     | 31 agosto 1889    | 29 maggio 2004    | 114 anni e 272 giorni | Porto Rico  |
| 97  | Yukie Hino (日野 ユキヱ?)                        | F     | 17 aprile 1902    | 13 gennaio 2017   | 114 anni e 271 giorni | Giappone    |
| 97  | Lucia Laura Sangenito                            | F     | 22 novembre 1910  | vivente           | 114 anni e 271 giorni | Italia      |
| 99  | Charlotte Kretschmann                            | F     | 3 dicembre 1909   | 27 agosto 2024    | 114 anni e 268 giorni | Germania    |
| 100 | Delphine Gibson                                  | F     | 17 agosto 1903    | 9 maggio 2018     | 114 anni e 265 giorni | Stati Uniti |
| 100 | Horacio Celi Mendoza                             | M     | 3 gennaio 1897    | 25 settembre 2011 | 114 anni e 265 giorni | Perù        |

1. ↑  Alla nascita parte dell'Impero britannico.
2. ↑  Alla nascita parte dell'Impero britannico.
3. ↑  Nata negli  Stati Uniti
4. ↑  Nata in  Italia
5. ↑  Nato in  Danimarca
6. ↑  Nata negli  Stati Uniti
7. ↑  Nata in  Paraguay
8. ↑  Nata in  Germania
9. ↑  Nata a  Porto Rico.
10. ↑  Nata in  Canada
11. ↑  Nata in  Moldavia
12. ↑  Nata e vissuta nella  Guyana francese

## Statistiche

### Genere
| Persone  | Donne | Uomini | Totale |
| -------- | ----- | ------ | ------ |
| Viventi  | 5     | 0      | 5      |
| Deceduti | 91    | 5      | 96     |
| Totale   | 96    | 5      | 101    |

### Origine nazionale
| Paese       | Originari | Emigrati | Immigrati | Totale |
| ----------- | --------- | -------- | --------- | ------ |
| Stati Uniti | 31        | -2       | +6        | 35     |
| Giappone    | 22        | –        | –         | 22     |
| Francia     | 6         | –        | +1        | 7      |
| Brasile     | 6         | –        | –         | 6      |
| Italia      | 5         | -1       | +1        | 5      |
| Regno Unito | 4         | –        | –         | 4      |
| Canada      | 4         | -1       | –         | 3      |
| Spagna      | 2         | –        | +1        | 3      |
| Porto Rico  | 3         | -1       | –         | 2      |
| Portogallo  | 2         | –        | –         | 2      |
| Ecuador     | 1         | –        | –         | 1      |
| Paesi Bassi | 1         | –        | –         | 1      |
| Perù        | 1         | –        | –         | 1      |
| Argentina   | –         | –        | +1        | 1      |
| Panama      | 1         | –        | –         | 1      |
| Polonia     | –         | –        | +1        | 1      |
| Giamaica    | 1         | –        | –         | 1      |
| Venezuela   | 1         | –        | –         | 1      |
| Colombia    | 1         | –        | –         | 1      |
| Germania    | 2         | -1       | –         | 1      |
| Danimarca   | 1         | -1       | –         | 0      |
| Moldavia    | 1         | -1       | –         | 0      |
| Ucraina     | 1         | -1       | –         | 0      |
| Paraguay    | 1         | -1       | –         | 0      |

## Galleria di immagini

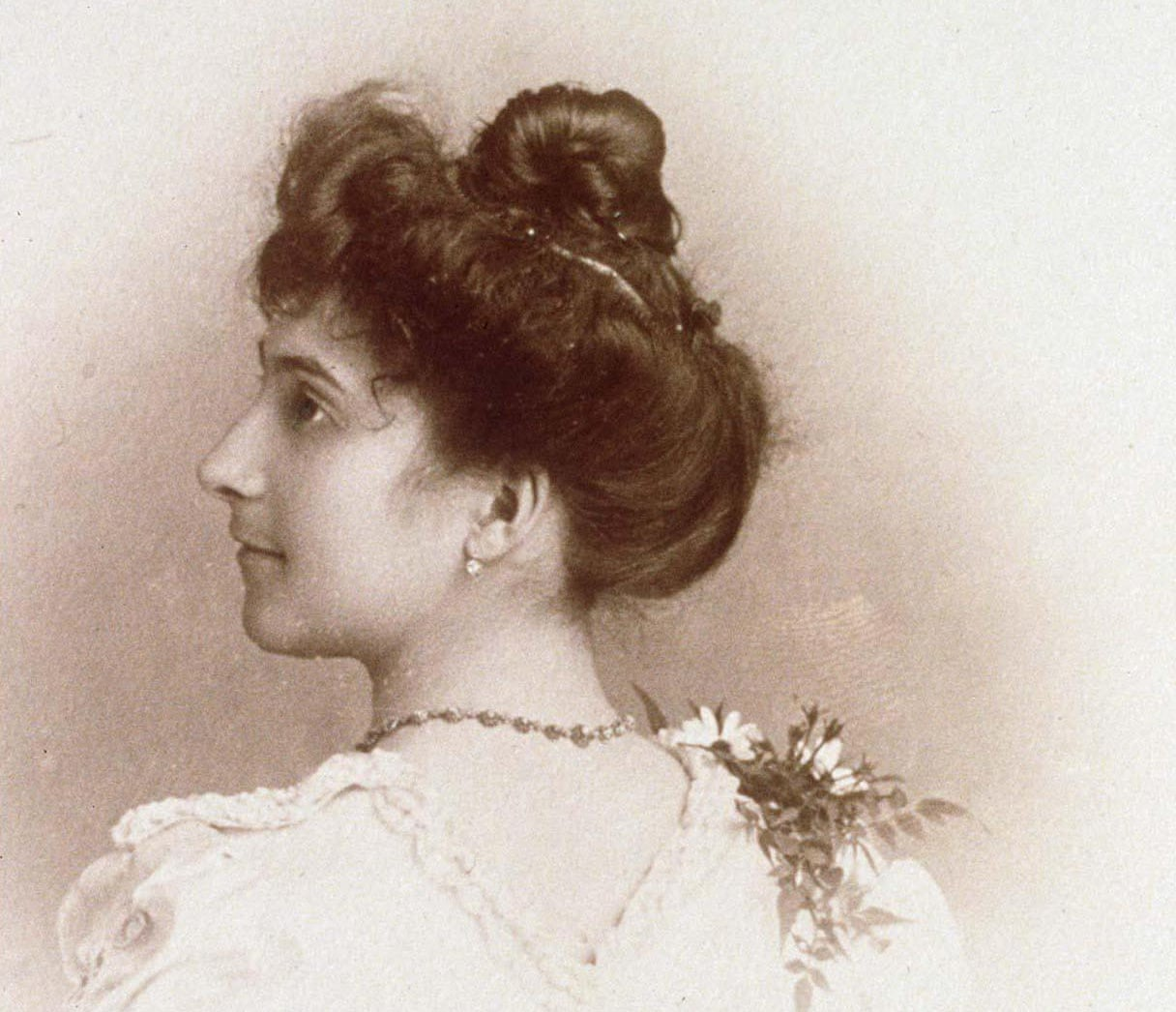
Jeanne Calment (1875-1997) a 20 anni, nel 1895.
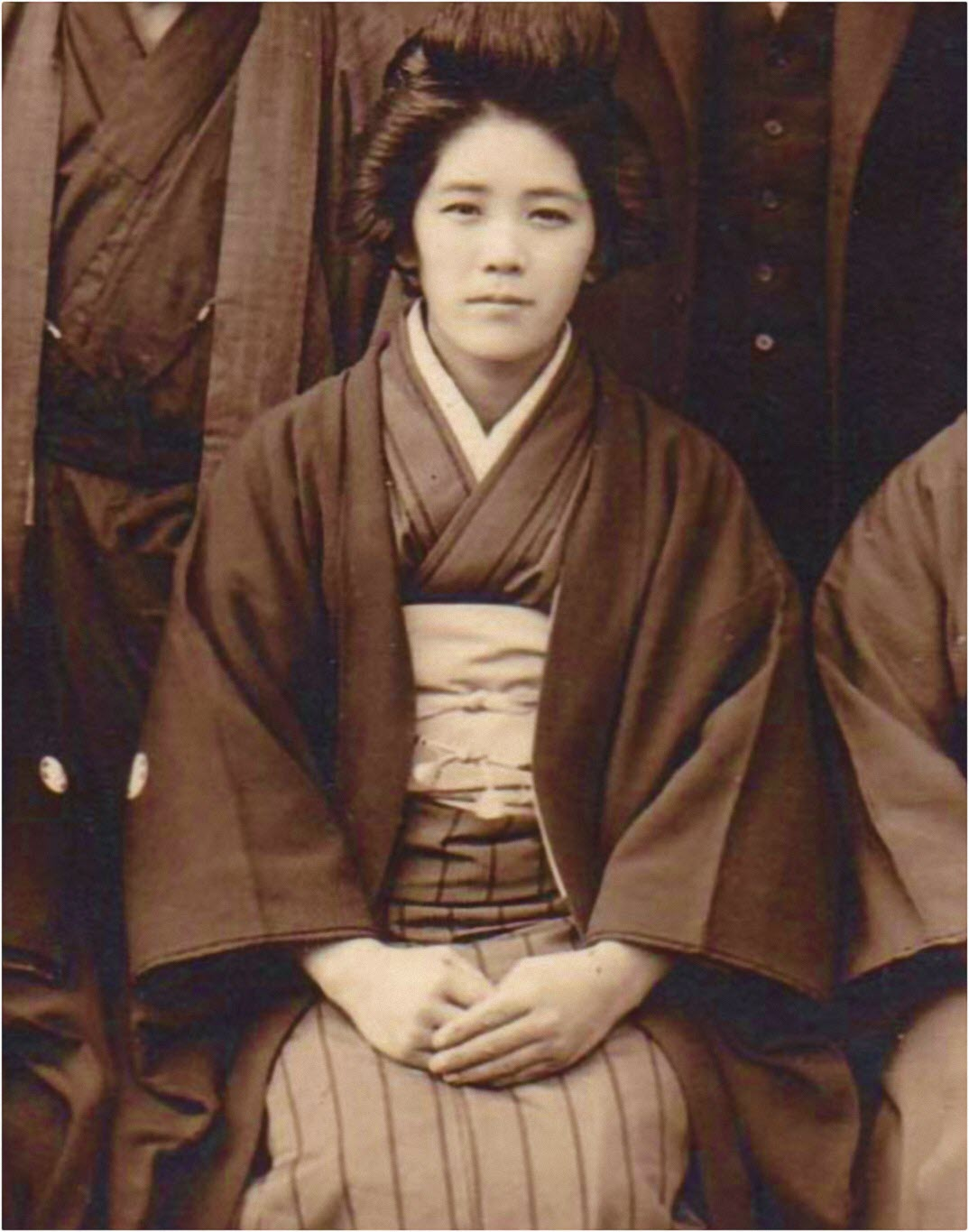
Kane Tanaka (1903-2022) a 20 anni, nel 1923.
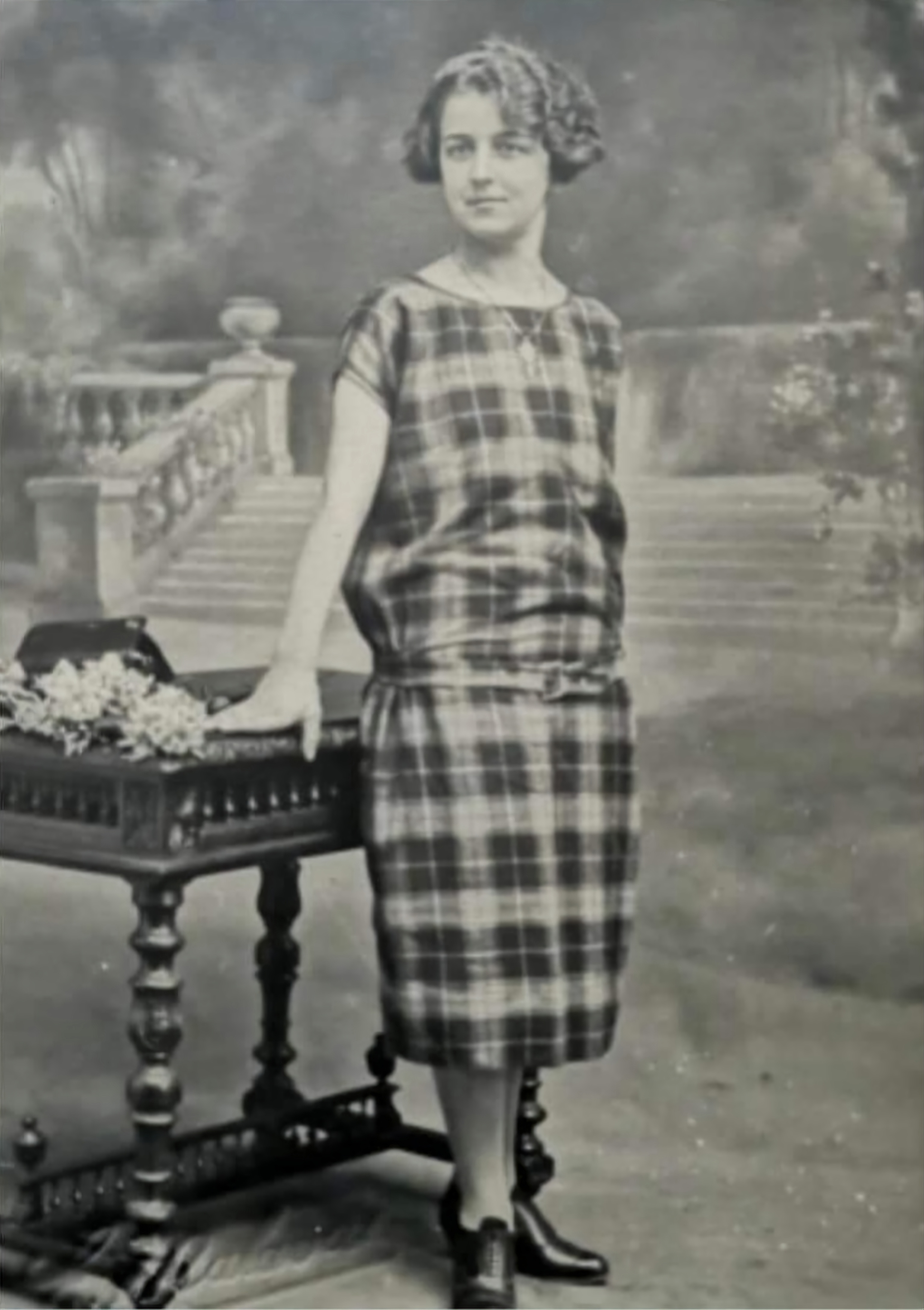
Lucile Randon (1904-2023) (alias "Sœur Andrée") nei primi anni 1920.
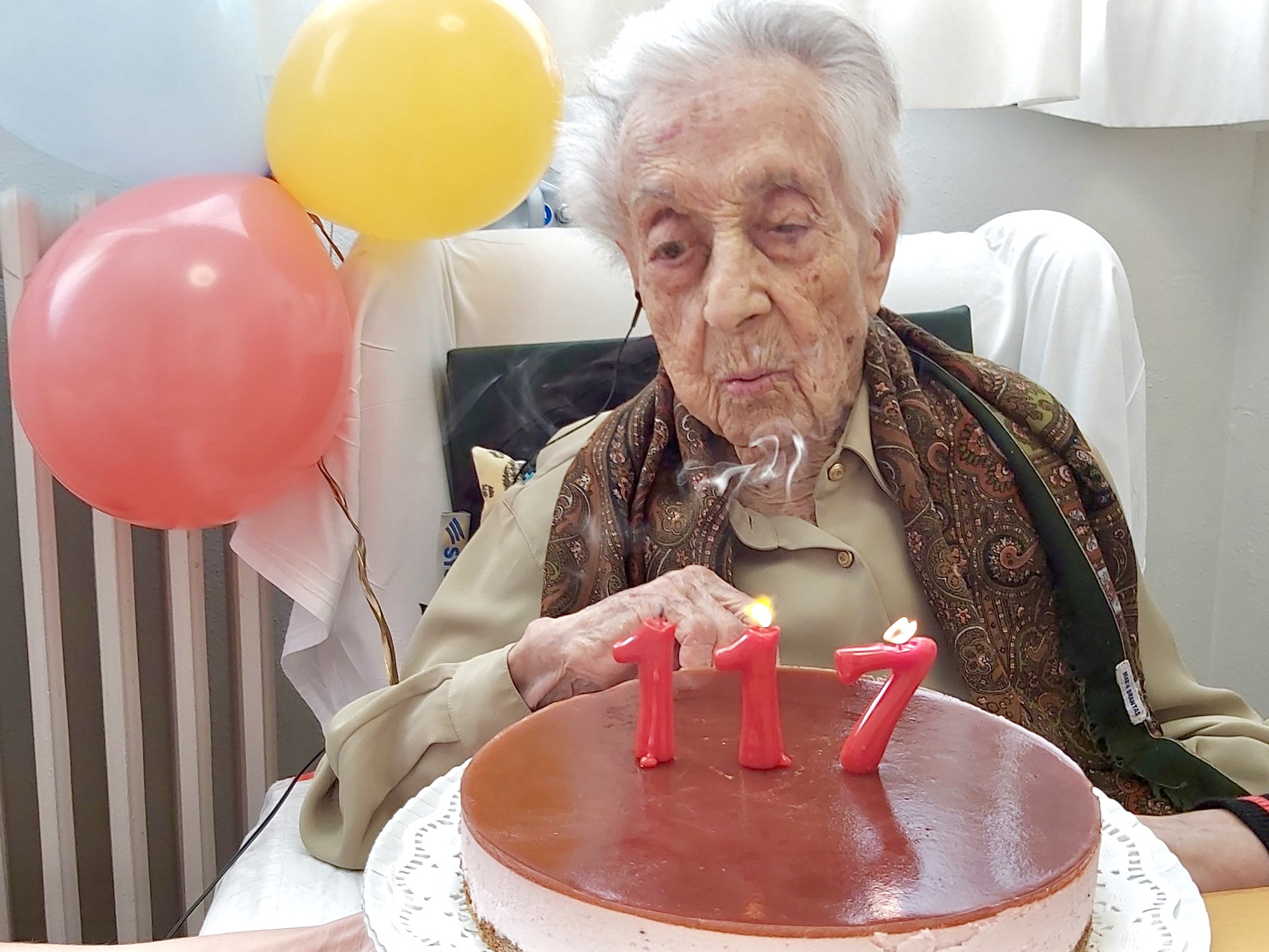
María Branyas nel giorno del suo 117°compleanno, nel 2024.
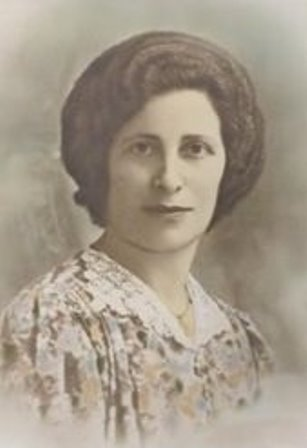
Emma Morano (1899-2017) a 30 anni, nel 1930.
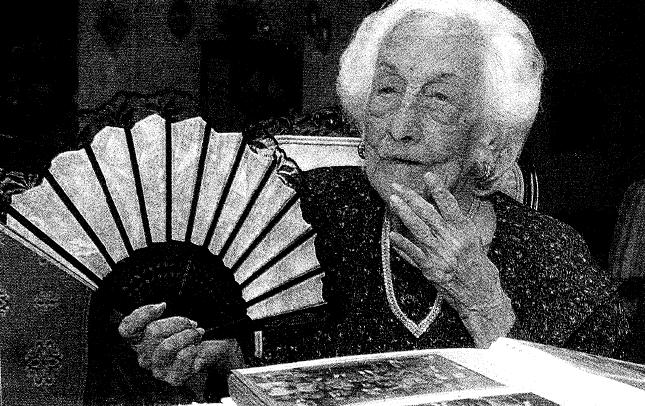
María Capovilla (1889-2006) a 115 anni, nel 2005.
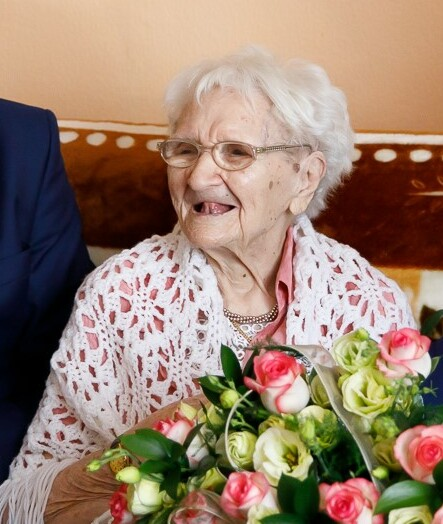
Tekla Juniewicz (1906-2022) a 114 anni, nel 2020.
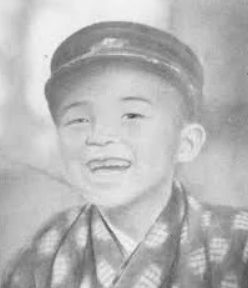
Jirōemon Kimura (1897-2013) ai primi del Novecento.
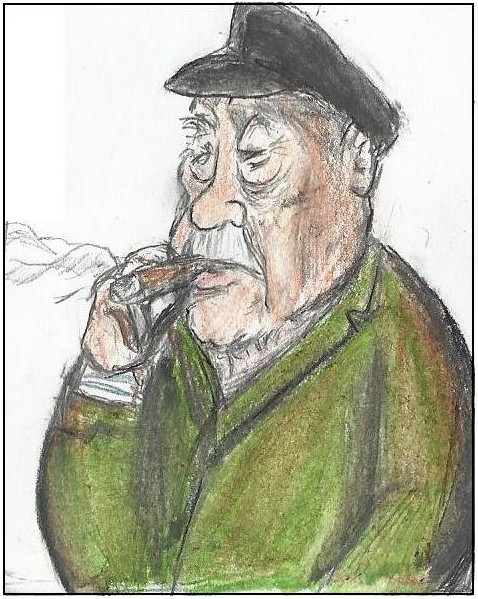
Caricatura di Christian Mortensen (1882-1998).
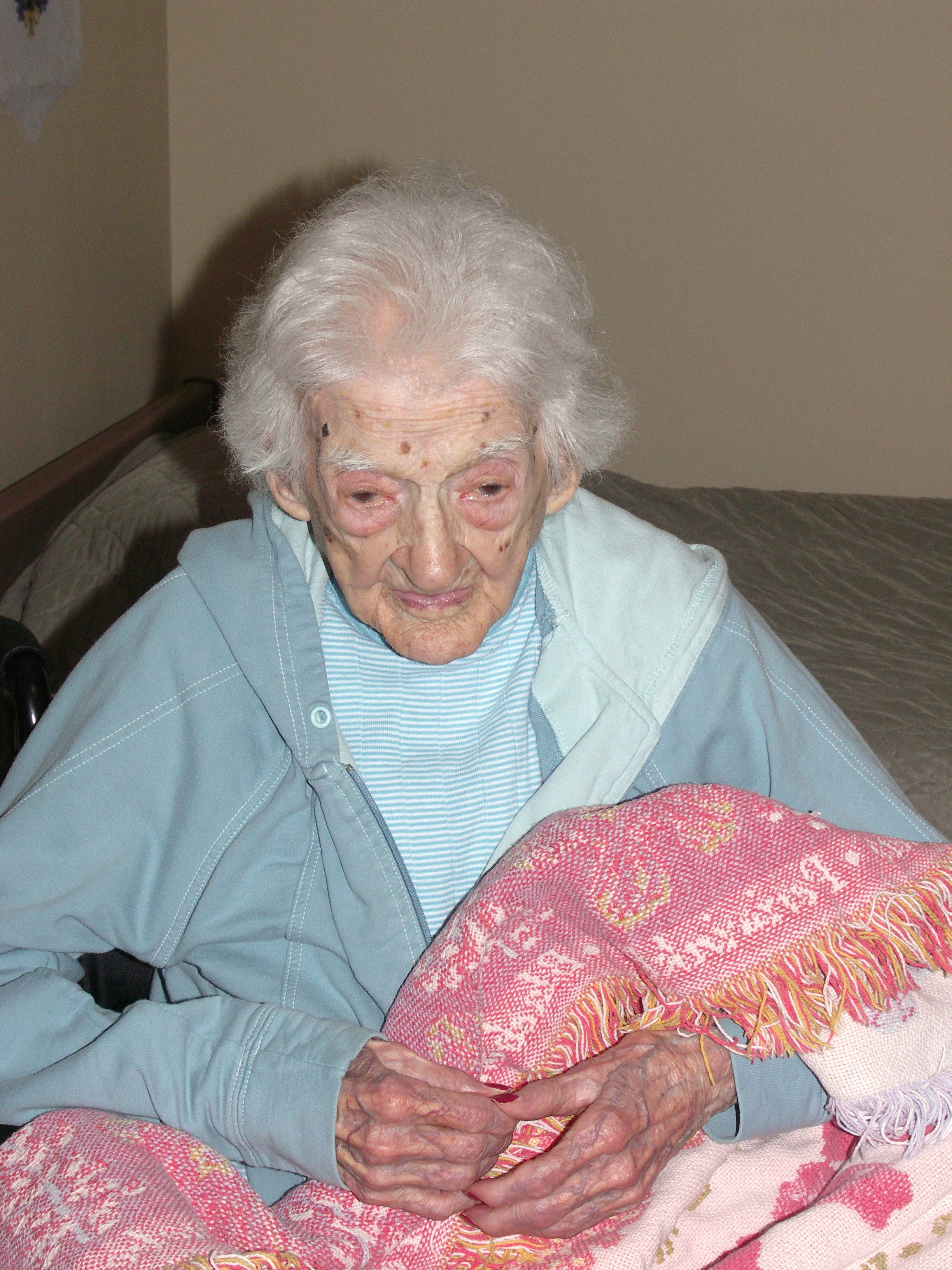
Edna Parker (1893-2008) a 114 anni, nel 2007.
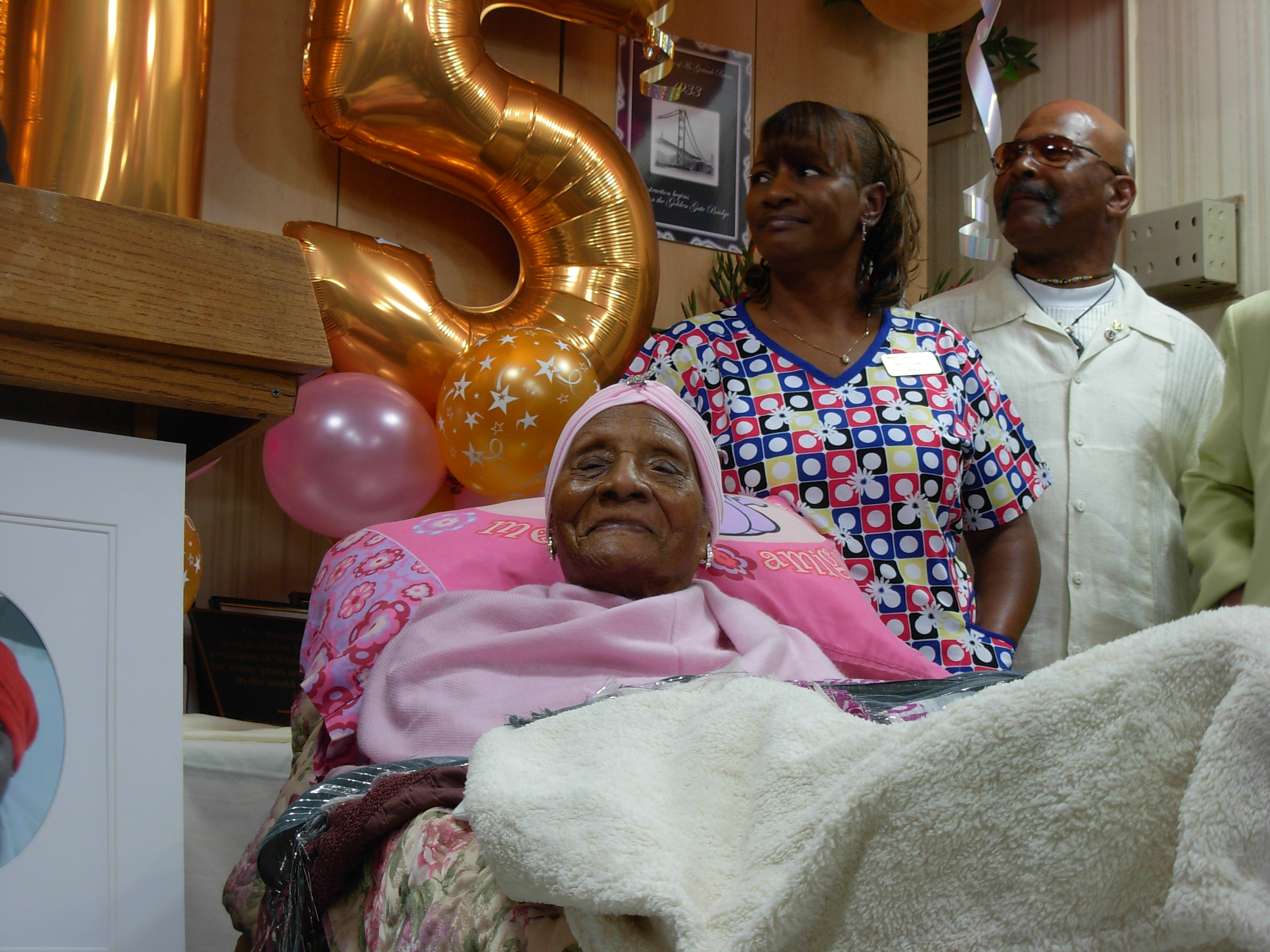
Gertrude Baines (1894-2009) a 115 anni, nel 2009.
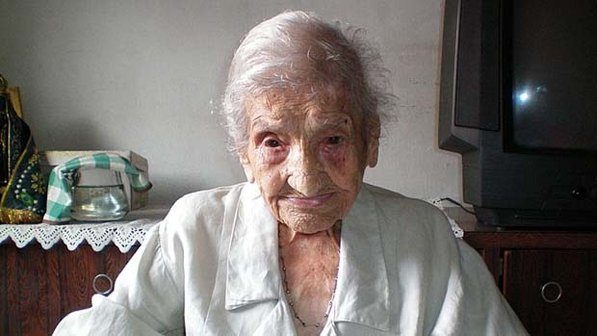
Maria Gomes Valentim (1896-2011).